# Hexenverfolgung in Lemgo

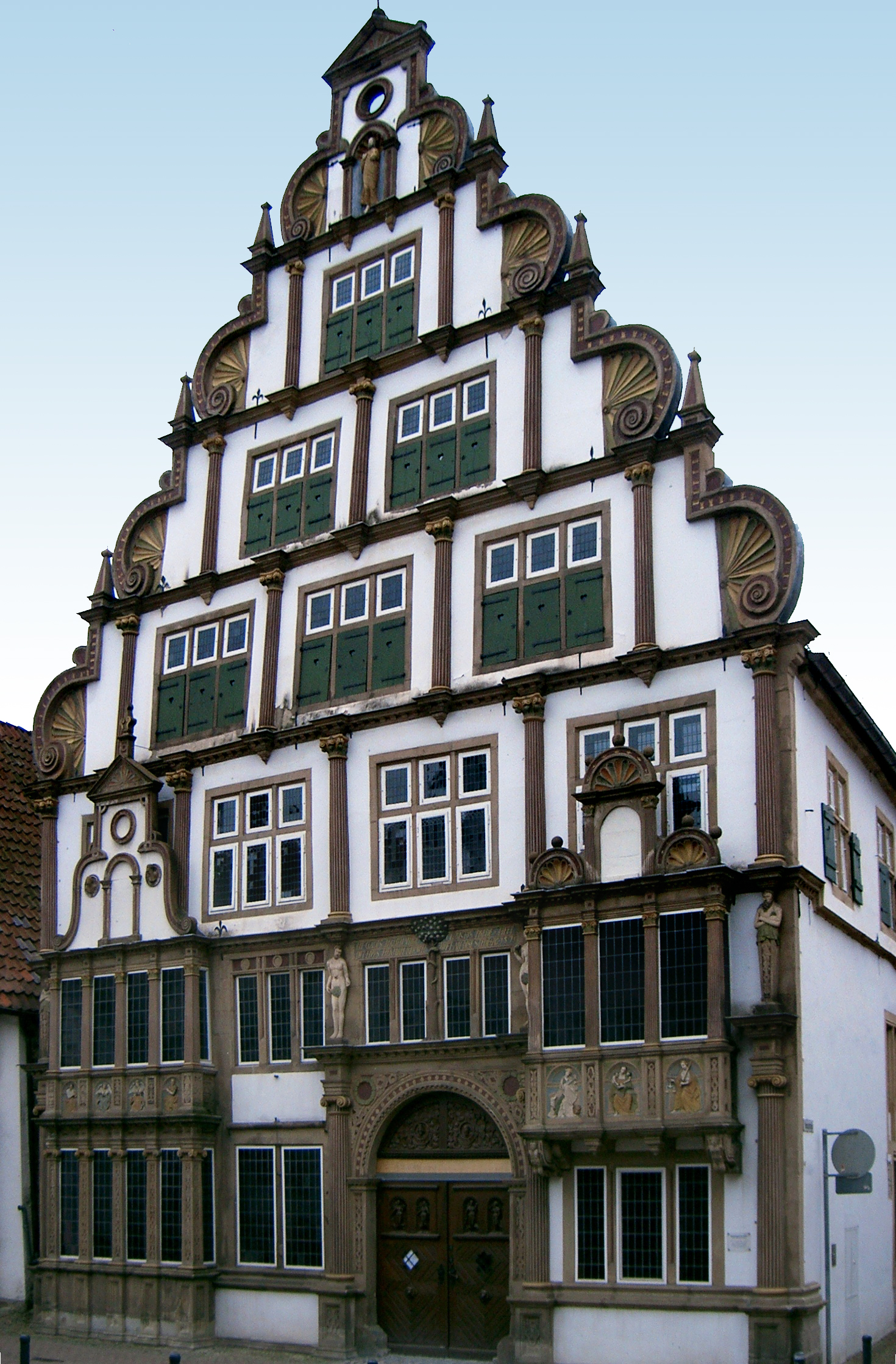
Hexenbürgermeisterhaus in Lemgo

Die Hexenverfolgung in Lemgo in Nordrhein-Westfalen hat überwiegend zwischen 1509 und 1681 stattgefunden. Lemgo bekam 1617 als einzige lippische Stadt die Blutgerichtsbarkeit vom Landesherrn Simon VII. verliehen und hatte damit das Recht, bei bestimmten Straftaten über Leben und Tod seiner Bürger selbstbestimmt zu entscheiden. Lemgo gehörte innerhalb Deutschlands zu den Städten, in denen Hexenprozesse (siehe Hexenverfolgung) besonders intensiv geführt wurden.
Die rund 200 im Stadtarchiv Lemgo erhaltenen Prozessakten gehören zu den umfangreichsten lokalen Zeugnissen von Hexenprozessen in Deutschland. Aus ihnen geht hervor, dass den Prozessen schätzungsweise 250 Menschen zum Opfer fielen, davon die Hälfte ab 1653. Tatsächlich dürfte die Zahl aber höher sein. Von den der Hexerei Angeklagten, davon etwa 80 % Frauen, wurde unter der Folter ein Geständnis erzwungen, dem nach dem Todesurteil meist die Hinrichtung durch Verbrennen auf dem Scheiterhaufen folgte.

## Geschichtlicher Hintergrund

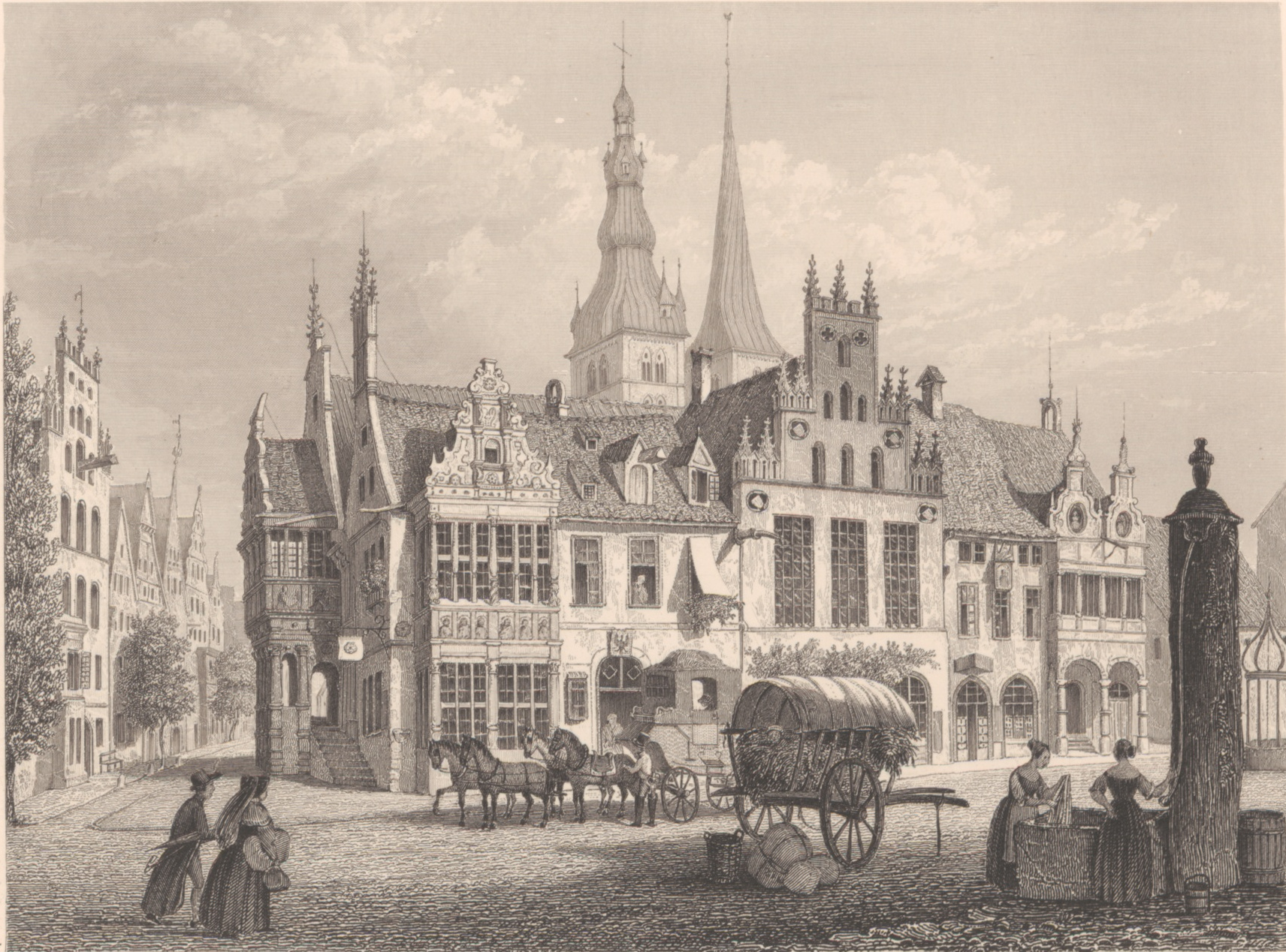
Marktplatz in Lemgo um 1840

Lemgo war bis zum Beginn des 17. Jahrhunderts die bedeutendste und größte Stadt in der Grafschaft Lippe. Ihren Wohlstand hatte sie vor allem der Mitgliedschaft im Hansebund und dem damit verbundenen Fernhandel der Kaufleute zu verdanken. Entsprechend selbstbewusst waren die Lemgoer und machten dies auch gegenüber dem Landesherrn in Detmold deutlich. Schon um 1518 wurden in Lemgo Luthers Thesen gelesen und neben Lippstadt wurde Lemgo zum Zentrum der Reformation. Im Jahr 1530 begann ein offener Konflikt zwischen den Lemgoern und dem Landesherrn. Graf Simon V. war erbost und sprach von aufrührerischen Bauern, die keine Obrigkeit über sich dulden wollten. Als Simon 1533 Unterstützung für ein militärisches Vorgehen gegen Lemgo suchte, griff Philipp I. von Hessen vermittelnd ein. Im selben Jahr übernahm Lemgo die Braunschweiger Kirchenordnung und wurde damit offiziell evangelisch-lutherisch.
Die Einführung des reformierten Bekenntnisses nach Johannes Calvin war das persönliche Werk Simons VI. Als Datum für dessen Einführung in Lippe gilt das Jahr 1605. Nur die Stadt Lemgo widersetzte sich und hielt am lutherischen Bekenntnis fest. Diese Haltung führte zu einem jahrelangen zermürbenden Konflikt, in dem Lemgo sogar seine Geschütze gegen die landesherrliche Burg in Brake richtete. Erst 1617 wurden die Streitigkeiten im Röhrentruper Rezess beigelegt, die Stadt blieb lutherisch und bekam weitgehende Hoheitsrechte zugesichert, darunter auch die Blutgerichtsbarkeit. Der Stadtrat blieb damit die bestimmende kirchliche und weltliche Obrigkeit in Lemgo.
Schon zu Beginn des 17. Jahrhunderts waren deutliche Zeichen erkennbar, dass die Blütezeit der Stadt zu Ende ging. Im Verlauf des Dreißigjährigen Krieges (1618–1648) kam es innerhalb der Bevölkerung Lemgos zu einer dramatischen Krise. Besonders hart wurde Lippe in den letzten Kriegsjahren  getroffen. Wie überall in Deutschland büßten die lippischen Städte bis zum Ende des Krieges rund zwei Drittel ihrer Bevölkerung ein; auf dem Land lag der Verlust bei etwa 50 Prozent. Lemgo wurde in den Jahren 1636 und 1646 zweimal von den Schweden geplündert und Pestepidemien suchten die Stadt heim. Von den rund 1000 Wohnhäusern waren am Kriegsende nahezu die Hälfte zerstört. Die Einwohnerzahl sank von 4700 im Jahr 1629 auf 1400 Bewohner im Jahr 1648, bis der Rückzug der geflohenen Menschen einsetzte. Über zwei Millionen Reichstaler mussten an Kontributionen gezahlt werden, zwei Drittel davon allein von Lemgo.
Am Ende des Jahrhunderts kam es wiederum zu einem heftigen Konflikt zwischen der Stadt und dem Landesherrn, der sich an der Ratswahl und der Konfessionsfrage entzündete. Inzwischen hatten sich die Machtverhältnisse in Lippe zu Gunsten des Landesherrn verschoben, der die Wahl eines reformierten Bürgermeisters durchsetzen konnte.

## Der Hexenglaube

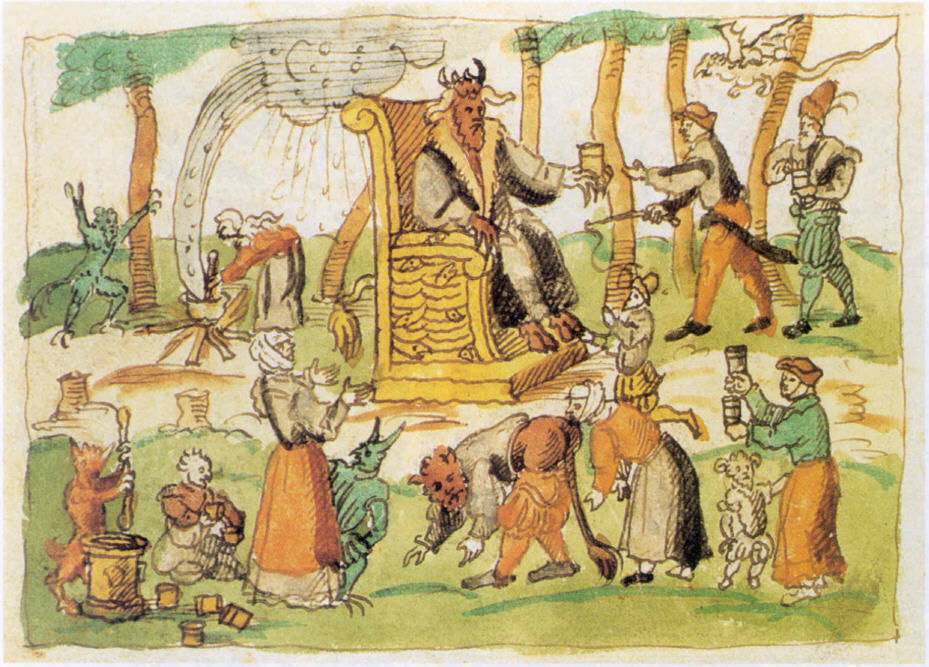
Darstellung des Hexensabbats in der Chronik des Johann Jakob Wick

Der Hexenglaube war ein vorwiegend im christlichen Europa verbreiteter Aberglaube, dessen Wurzeln im vorchristlichen Götterglauben zu finden sind, und nahm vor allem im 14. Jahrhundert an Bedeutung zu. Im Verlauf des 15. Jahrhunderts entwickelte sich das Gesamtbild der Hexen und Zauberer zum Hexenkult mit Zusammenkünften und Riten, die zur Übernahme der Weltherrschaft führen sollten. Das Hauptelement des Hexenglaubens war der Teufelspakt, der zugleich einen Vertrag mit dem Teufel wie auch einen Abfall von Gott und Ketzerei darstellte. Eng damit verbunden war die Teufelsbuhlschaft, der Geschlechtsverkehr zwischen Hexe und Teufel. Als drittes Element gab es den Hexensabbat in Verbindung mit dem Hexenflug und das vierte Element der Hexenlehre war der Schadenzauber.
Im Jahr 1487 veröffentlichte der Dominikaner Heinrich Institoris ein Buch unter dem Titel Hexenhammer, das bis zum 17. Jahrhundert in 29 Auflagen erschien. Das Buch, ein Kompendium des zu dieser Zeit weit verbreiteten Hexenglaubens, diente als Anleitung für die Verfolgung von Hexen und Zauberern. Sich gegen den Vorwurf der Hexerei zu wehren, war nahezu unmöglich, denn unter der Peinlichen Befragung oder der Folter gestand schließlich nahezu jeder Angeklagte. Jeder Einwohner Lemgos dieser Zeit lebte in der Gefahr, wegen Hexerei oder Zauberei verfolgt und angeklagt zu werden. Es genügte in der Regel schon eine Beschuldigung, die Beklaffung, aus der Nachbarschaft oder von Verwandten und Bekannten. Noch schwerwiegender war aber die unter der Folter erpresste Aussage über Mitwisser, die sogenannte Besagung einer überführten Hexe. Die Gründe für eine Beklaffung waren vielfältiger Natur, wie zum Beispiel Ehebruch und Eifersucht, Neid und Missgunst, Habgier, Streitigkeiten und Machtkämpfe, Verschleierung eigener Verfehlungen und andere Motive.

## Die Hexenprozesse

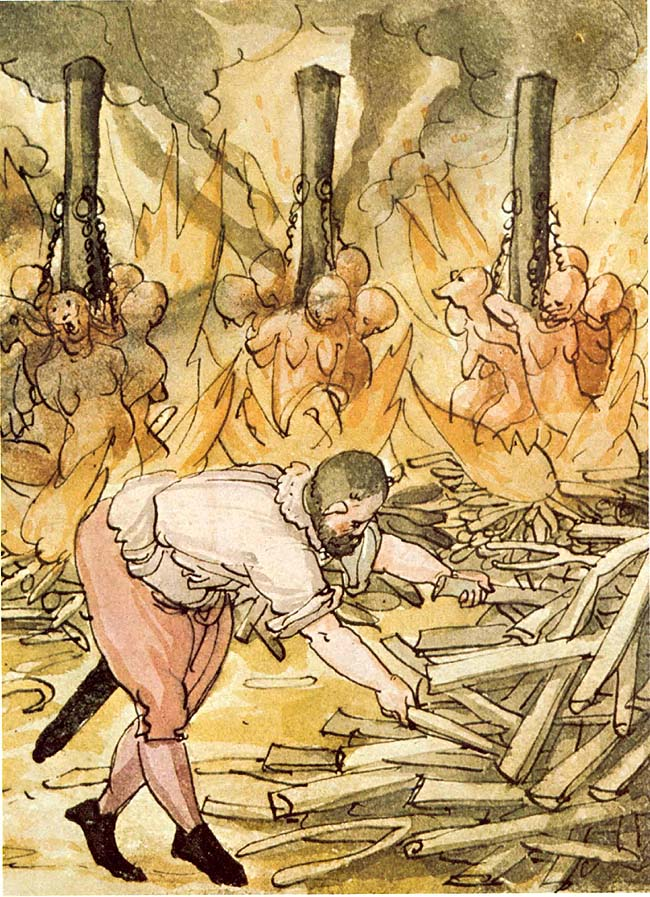
Massenhinrichtung von angeblichen Hexen 1587

### Die Prozessperioden
Das vermutlich älteste Dokument über einen Hexenprozess in Lemgo stammt aus dem Jahr 1509. In zeitlicher Hinsicht sind insgesamt vier Perioden auszumachen, in denen die Schwerpunkte der Lemgoer Hexenprozesse lagen. Im Lemgoer Stadtarchiv sind rund 200 Prozessakten erhalten, die die umfangreichsten lokalen Überlieferungen von Hexenprozessen in Deutschland überhaupt bilden.
Die ersten beiden Perioden dauerten von 1564 bis 1566 und von 1583 bis 1605/6, die Zahl der Todesopfer ist nicht genau bekannt. Der erste Prozess wegen Zauberei, dessen Akten in Lemgoer Stadtarchiv erhalten sind, erfolgte im Jahr 1566 und das Urteil lautete auf Landesverweisung. Die ersten Hexenprozesse, deren Akten erhalten sind, fanden 1583 statt. Auch hier lauteten die Urteile selten auf Tod, sondern in der Regel auf Landesverweisung. Erst zu Beginn des 17. Jahrhunderts wurden die Verfahren unmenschlicher und die Urteile grausamer. Ab 1628 endeten alle Hexenprozesse mit dem Tod der Angeklagten.
Die dritte Periode von 1628 bis 1637 fiel in die Zeit des Dreißigjährigen Kriegs, und es wurden mindestens 110 Menschen der Hexerei beschuldigt und 84 davon hingerichtet. Hierbei handelte es sich in der Hauptsache um Angehörige einkommensschwächerer Schichten, darunter sechs Männer. Als Grund für die Beendigung der Verfolgungswelle wird der Einzug der Schweden in Lemgo angenommen.
Die Prozesse der vierten Periode von 1653 bis 1681 wurden von Bürgermeister Heinrich Kerkmann in den Jahren von 1653 bis 1656 geführt, für die darauffolgenden Prozesse bis 1681 war jedoch Hermann Cothmann verantwortlich, der ab 1666 Direktor des Peinlichen Gerichts, eines neu geschaffenen Amtes, und ab 1667 Bürgermeister war. Die gesamte vierte Prozessperiode fiel in die Amtszeit des Scharfrichters David Clauss des Älteren. In dieser Periode hatte sich auch das Geschlechts- und Sozialprofil der Angeklagten geändert. Lag der Anteil der Männer vorher bei sechs Prozent, erhöhte er sich ab 1653 auf rund 25 % und die Zahl der Angeklagten aus der bürgerlichen Führungsschicht stieg im Verlauf dieser Verfolgungswelle signifikant. Die Gesamtzahl der Todesopfer in den Lemgoer Hexenprozessen wird auf rund 250 Menschen geschätzt, davon über die Hälfte nach 1653, also annähernd 130 Prozessopfer.

### Das Gericht
Für die Hexenjustiz in Lippe gab es zwei Kriminalgerichte, einmal das vom Landesherrn eingesetzte Gericht, das in Detmold, Horn oder Brake tagte, und zum anderen das vom Rat der Stadt Lemgo verwaltete Gericht in Lemgo.
Das Lemgoer Gericht setzte sich aus zwei im Jahresrhythmus wechselnden zwölfköpfigen Räten zusammen. Eine aus diesen Räten gewählte Abordnung, deren Mitglieder Hexendeputierte genannt wurden, führte die Prozessermittlungen. Den Vorsitz hatte der Bürgermeister, ab 1666 der Direktor des Peinlichen Gerichts. Bei Rechtsunsicherheit oder zur Absicherung des Urteils holte das Gericht gelegentlich ein Gutachten von einer Universität ein, in einigen Fällen wurden sogar verschiedene Universitäten beauftragt. Die Prozesskosten wurden in der Regel aus dem Vermögen der Angeklagten oder von deren Familienangehörigen bestritten und zum Teil auch aus den Gnadengeldern, die bei einer „Begnadigung“ zur Hinrichtung mit dem Schwert fällig wurden. Ab 1663 bekam der Graf Hermann Adolph zur Lippe nach langjährigen Auseinandersetzungen das volle Begnadigungsrecht und die damit verbundenen Begnadigungsgelder zugesprochen. Die im Lemgoer Stadtarchiv seit 1557 vorliegenden Kämmereirechnungen geben darüber Auskunft.

### Der Prozessablauf

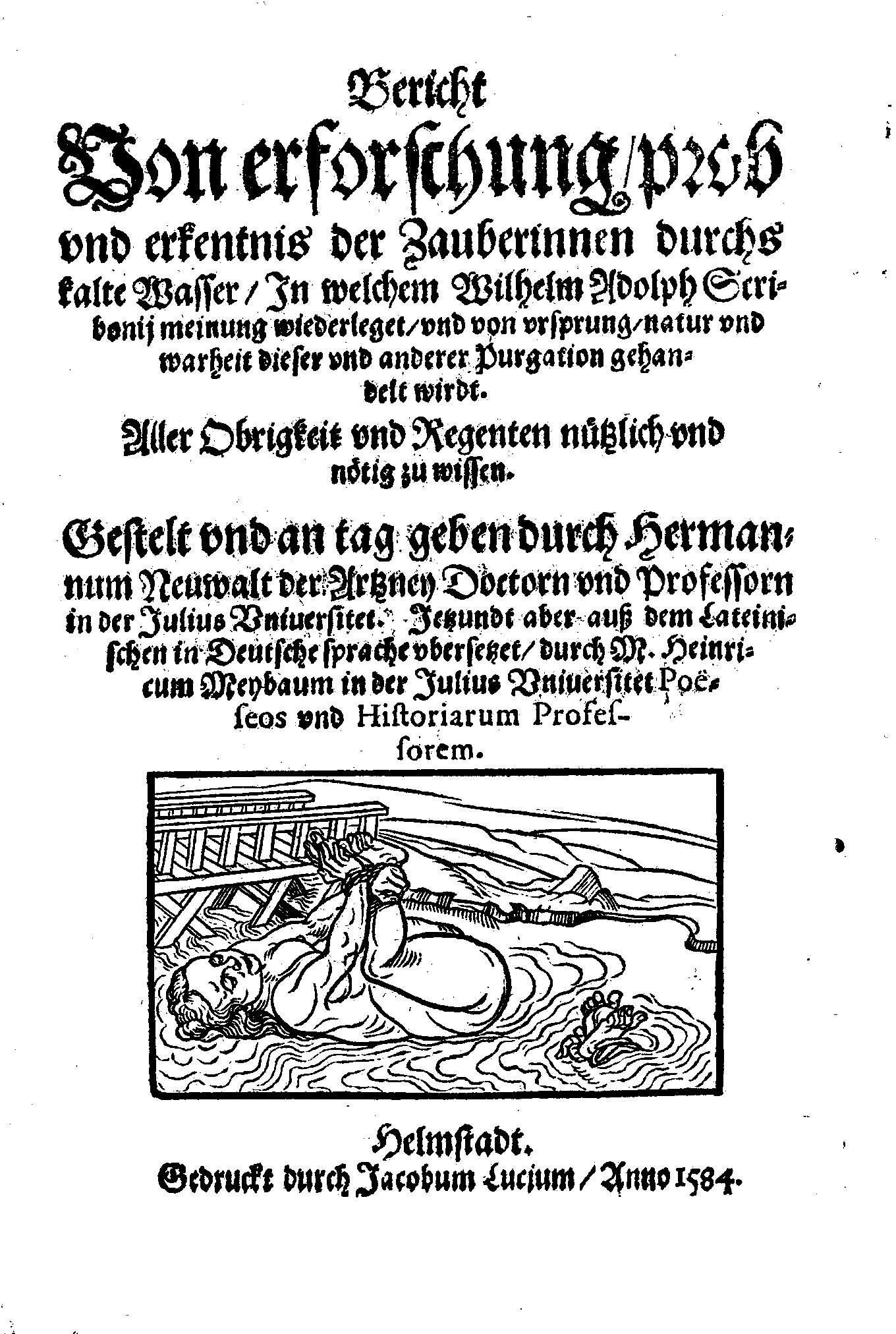
Wasserprobe, Titelblatt der Schrift von Hermann Neuwalt, Helmstedt 1581

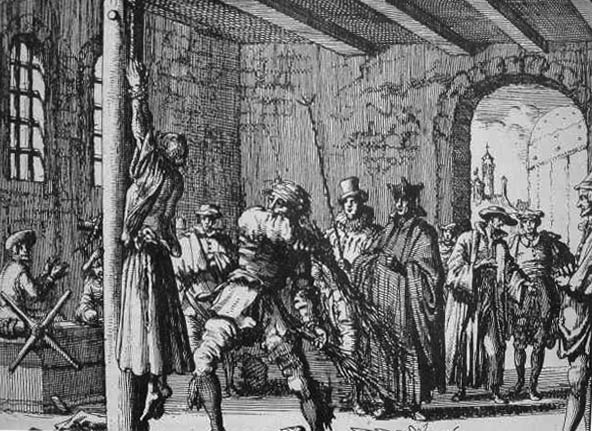
Peinliches Verhör

Häufig gingen einer Anklage Gerüchte oder Denunziationen von Nachbarn, Bekannten oder Verwandten voraus. Die Anklage konnte ebenfalls auf Grund einer Denunziation erfolgen, die von einer bereits inhaftierten Hexe manchmal unter der Folter erpresst wurde, der sogenannten Besagung. Nur selten gestand man vermeintlichen Hexen das Recht auf eine Verteidigung zu.
Gefängnisse im heutigen Sinne gab es in der Zeit der Hexenverfolgungen noch nicht, deshalb wurden die Angeklagten in Kellern, Verliesen oder Türmen inhaftiert. Zu Beginn des Prozesses wurde die Angeklagte vollständig entkleidet und rasiert (Depilation), damit sie kein Zaubermittel verstecken konnte und um ihre Zauberkraft zu brechen. Dann wurde sie am ganzen Körper nach einem Hexenmal untersucht und dieses gegebenenfalls einer Nadelprobe unterzogen.
Das Verhör wurde in Lemgo von den Hexendeputierten durchgeführt. Hierbei unterschied man drei Phasen, nämlich erstens die gütliche Befragung, zweitens die Territion, das war die Befragung mit Vorzeigen und Erklärung der Folterinstrumente, und drittens die Peinliche Befragung, bei der die Folter Anwendung fand. Die gütliche Befragung bestand unter anderem aus intimen Fragen, zum Beispiel nach Verabredungen mit dem Teufel bis hin zum Geschlechtsverkehr mit ihm. Erfolgte von der Angeklagten kein Geständnis, wurden ihr die Folterwerkzeuge gezeigt nebst einer detaillierten Schilderung der zu erwartenden Qualen. In der dritten Phase erfolgte das Verhör unter der Folter, der Peinlichen Befragung, die in der Regel zum Geständnis führte. Hierbei kamen Daumenschraube und Streckbank und andere Folterinstrumente zum Einsatz. Kam es zu keinem Geständnis, wurde die Folter wiederholt. Ein weiteres Mittel, um die Schuld der Hexe zu beweisen, war die Hexenprobe. Die bekannteste war die Wasserprobe, bei der die Hexe an Händen und Füßen gefesselt in kaltes Wasser geworfen wurde. Falls die Angeklagte oben schwamm, galt dies als Beweis für Hexerei, doch wenn sie unterging, war das längst nicht der Gegenbeweis. Man glaubte, dass das reine Element Wasser Hexen und Hexer abstoßen würde. Sie brauchten in diesem Fall ein „Wunder“, um freigesprochen zu werden. Wenn die Angeklagte nicht schwamm, wurde sie wieder aus dem Wasser gezogen, wobei es hier zu ungewollten Todesfällen kommen konnte.
Verantwortlich für die Durchführung der Folter war der Scharfrichter mit Hilfe seiner Henkersknechte. Niemand durfte in einem Hexenprozess ohne ein Geständnis verurteilt werden. In der Regel wurde das Opfer jedoch so lange gequält, bis ein Geständnis vorlag. In einer abschließenden Verhörphase erfolgte die Besagung, in der die Angeklagten nach den Namen anderer Hexen befragt wurden, manchmal unter erneuter Anwendung der Folter.
Eine überführte Hexe hatte als Strafe immer den Feuertod auf dem Scheiterhaufen zu erwarten, damit ihre Seele gereinigt wurde. Die Hexe wurde von den Henkersknechten an einen Pfahl inmitten eines Reisighaufens gefesselt und lebendig verbrannt oder vorher vom Scharfrichter mit dem Schwert enthauptet, was als Gnadenakt angesehen wurde und von den Angehörigen bezahlt werden musste. Auch der lippische Landesherr hatte einen gewissen Einfluss auf die Prozesse, konnte Begnadigungen zum Tod durch das Schwert verkünden und die damit verbundenen Gebühren kassieren. Der Scheiterhaufen wurde gewöhnlich auf dem Lemgoer Marktplatz errichtet und war ein großes Spektakel für die Bevölkerung. Offiziell wurden die Hexenprozesse in Lemgo im Jahr 1715 beendet, als das berüchtigte Schwarze Buch, in dem alle Hexereibeschuldigungen gesammelt worden waren, auf dem Marktplatz öffentlich verbrannt wurde.

## Die Opfer

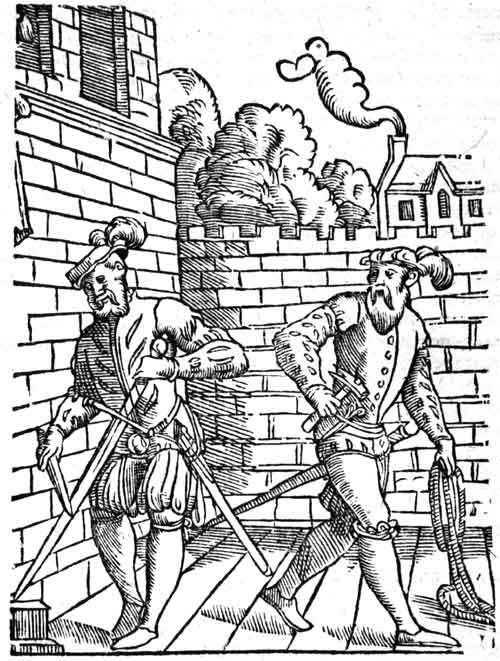
Scharfrichter bei der Vorbereitung

Am 25. April 1509 wurden laut Bernhard Witte in seiner Historia Westphaliae 14 Frauen und ein Scholasticus wegen Giftmischerei verhaftet. Eine der Frauen hatte einer Mutter ein Mittel verkauft, das die Versöhnung mit ihrem Sohn bewirken sollte. Dieser aber war nach Einnahme des Mittels gestorben. Sieben der gefangenen Frauen gestanden unter der Folter zahlreiche Verbrechen und mussten den Feuertod sterben. Damit begann die Serie der Hexenprozesse in Lemgo. Im Folgenden sind einige der prominentesten Opfer aufgeführt, die alle im Verlauf der vierten Periode verurteilt wurden.
- Margarete Siekmann war in zweiter Ehe mit dem Baumseidenmacher Bernd Krevetsiek verheiratet. Sie wurde von ihrem sechsjährigen Pflegekind nach einer Tracht Prügel bei dessen Mutter als Hexe bezeichnet und von dieser 1653 beim Magistrat angezeigt. Man warf ihr vor, sie könne zaubern und würde diese Kunst weitergeben. Unter der Folter gestand sie und wurde am 10. August 1653 von Scharfrichter David Clauss mit dem Schwert hingerichtet und anschließend auf dem Scheiterhaufen verbrannt.[4]
- Catharina Cothmann war die Mutter des späteren Hexenbürgermeisters Hermann Cothmann, die im Jahr 1654 hingerichtet wurde. Ihr Ehemann Diederich Cothmann war in finanziellen Schwierigkeiten und konnte die für die Tötung mit dem Schwert geforderten 100 Taler nicht aufbringen. Der Rat senkte die Summe auf 40 Taler, verlangte dafür aber Ländereien und Gärten von Cothmann als Ausgleich.[4]
- Der Prozess gegen den Schullehrer Hermann Beschoren erregte großes Aufsehen. Ihm wurde vorgeworfen, zahlreiche Schüler zum Teufelsbund verführt zu haben, und er gestand unter der Folter, 17 Knaben und Mädchen das Zaubern gelehrt zu haben. Graf Hermann Adolph setzte sich für ihn ein, konnte aber 1654 die Hinrichtung Beschorens mit dem Schwert nicht verhindern. Erst ab 1664 bekam der lippische Landesherr das volle Begnadigungsrecht zugesprochen.[4] Hermann Beschorens Ehefrau wurde ebenfalls angeklagt und hingerichtet.[7]
- Anna Veltmans, auch bekannt als Witwe Böndel, war eine erfolgreiche Kauffrau. Sie geriet durch mehrfache Besagungen in Hexereiverdacht, konnte aber eine Kaution hinterlegen und wurde freigelassen. Nach dem Tode ihres zweiten Ehemannes wurde sie erneut verdächtigt, angeklagt und gestand unter der Folter. Nach Zahlung der geforderten Summe wurde sie zum Schwert begnadigt und am 23. Dezember 1665 hingerichtet.[4]
- Der Pastor der Marienkirche Hermann Müller wurde 1655 der Zauberei beschuldigt. In einigen Fällen holte der Rat Gutachten bei Universitäten ein. Die Rechtsgelehrten in den Hochschulen in Marburg und Gießen rieten den Lemgoern, bei einem Mann der Kirche von der Anwendung der Folter abzusehen, und der Pastor kam mit dem Leben davon, verlor allerdings sein Amt, das er 35 Jahre lang ausgeübt hatte.[4]
- Johann Abschlag hatte es unter Tilly und Wallenstein im Dreißigjährigen Krieg zum Obristleutnant gebracht und bewohnte ein Haus in der Nähe des Marktplatzes. Er hatte sich zuvor mit dem Rat wegen der zu hohen Viehsteuer angelegt. Er wurde denunziert und 1654 als Zauberer und Kommandant der Hexen bezeichnet. Auch er wurde durch ein Universitätsgutachten freigesprochen, falls sich nicht ein neuer Verdacht ereigne. 1665 gab es einen erneuten Hexenprozess gegen Abschlag, in dessen Verlauf er zur Wasserprobe geführt wurde. Am 19. Januar 1666 erfolgte die Hinrichtung mit dem Schwert; seine Familie hatte zuvor 200 Taler Begnadigungsgeld bezahlt.[4]
- Im Jahr 1665 wurde der Kantor Bernhard Grabbe der Zauberei bezichtigt, weil er zu anderen Verurteilten Kontakt hatte. Grabbe konnte fliehen, wurde aber gefangen und nach Lemgo ausgeliefert. Er gestand unter der Folter und wurde am 26. März 1667 mit dem Schwert hingerichtet.[8]

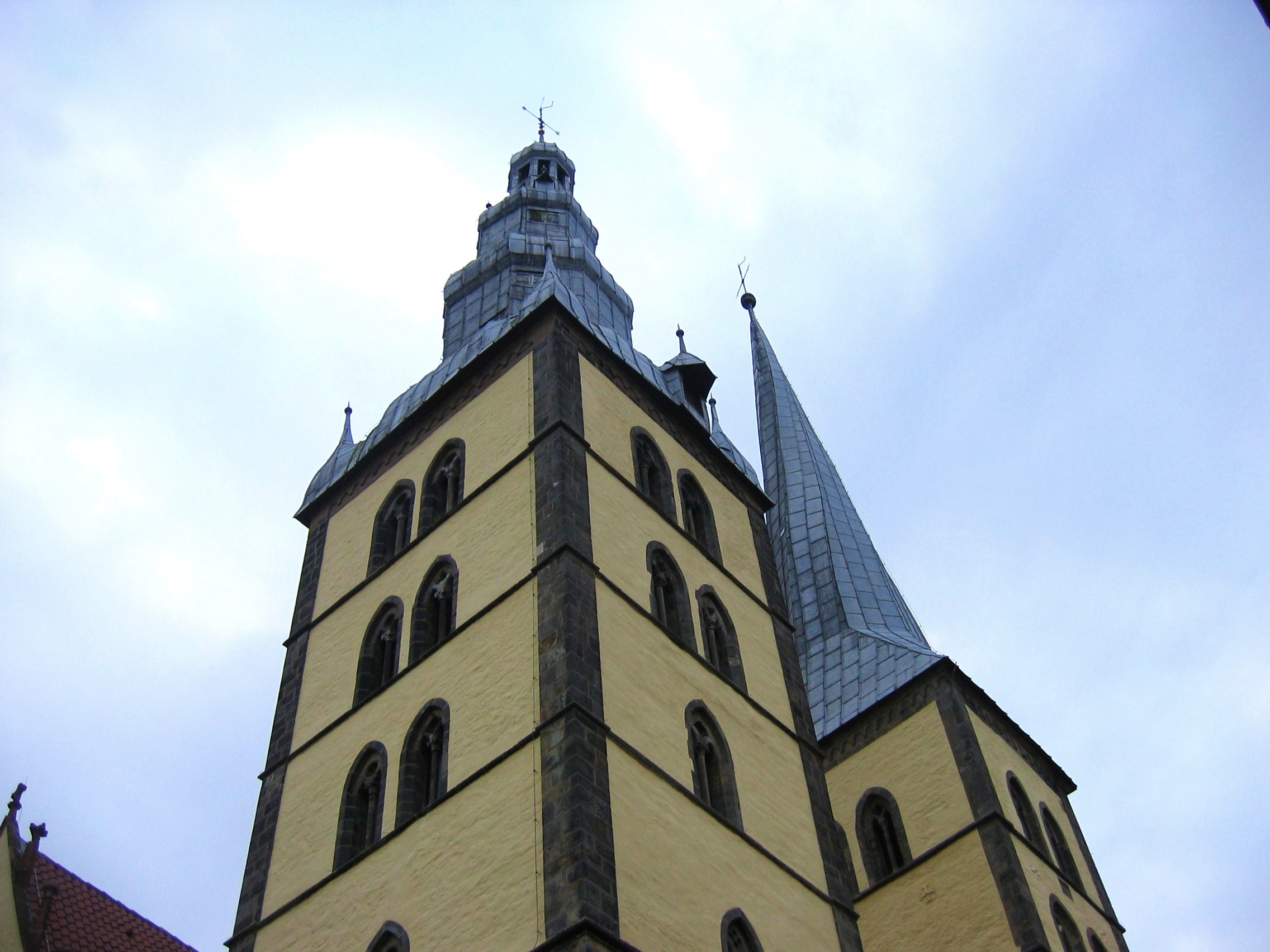
St. Nicolai in Lemgo

- Andreas Koch war Pfarrer in St. Nicolai in Lemgo und mit Grabbe verschwägert. Er hatte in seiner Eigenschaft als Geistlicher die Verurteilten zur Hinrichtung zu begleiten. Bei seinen Predigten sprach er sich für mehr Sorgfalt und Vorsicht bei den Hexenprozessen aus. 1665 wurde er nach einem Gutachten der Universität Rinteln als Pfarrer entlassen und ein Jahr später wegen Hexerei angeklagt. Er wurde dreimal gefoltert und nach dem Geständnis zum Tode verurteilt. Seine Ehefrau Anna Elisabeth Pöppelmann erreichte beim Grafen Hermann Adolph die Begnadigung zur Enthauptung mit dem Schwert und anschließender Verbrennung. Die Hinrichtung fand am 2. Juni 1666 in der Frühe zwischen vier und fünf Uhr unter dem Regenstor statt. Für eine Hinrichtung waren Zeit und Ort ungewöhnlich, offenbar eine Maßnahme, um die Öffentlichkeit bei der Hinrichtung eines Pfarrers nahezu auszuschließen. Andreas Koch war der einzige in Lemgo hingerichtete Pfarrer.[9]
- Maria Rampendahl war die letzte Angeklagte in einem Hexenprozess. Sie widerstand der Folter und legte kein Geständnis ab. Sie wurde laut Universitätsgutachten aus der Stadt und dem Land gewiesen und verklagte danach die Verantwortlichen in Lemgo vor dem Reichskammergericht. Das Verfahren endete am 30. Oktober 1682 mit einer Niederlage für Maria Rampendahl und verschlang einen großen Teil ihrer Ersparnisse. 1994 wurde für sie ein Denkmal an der Kirche St. Nicolai in Lemgo errichtet. Seit Juni 2014, 333 Jahre nachdem sie am 15. April 1681 „auf Ewig der Stadt und des Landes verwiesen wurde“, trägt nun ein Platz ihren Namen. Es ist der Platz vor dem Stadtarchiv. (Die Straße namens Rampendal ohne H in mittelbarer Nähe des Platzes hat außer der Namensähnlichkeit keinen Bezug zur Familie Rampendahl und ist erheblich älter.) Sie ist das einzige Prozessopfer, nach dem etwas in Lemgo benannt wurde.[10]

## Die Bürgermeister

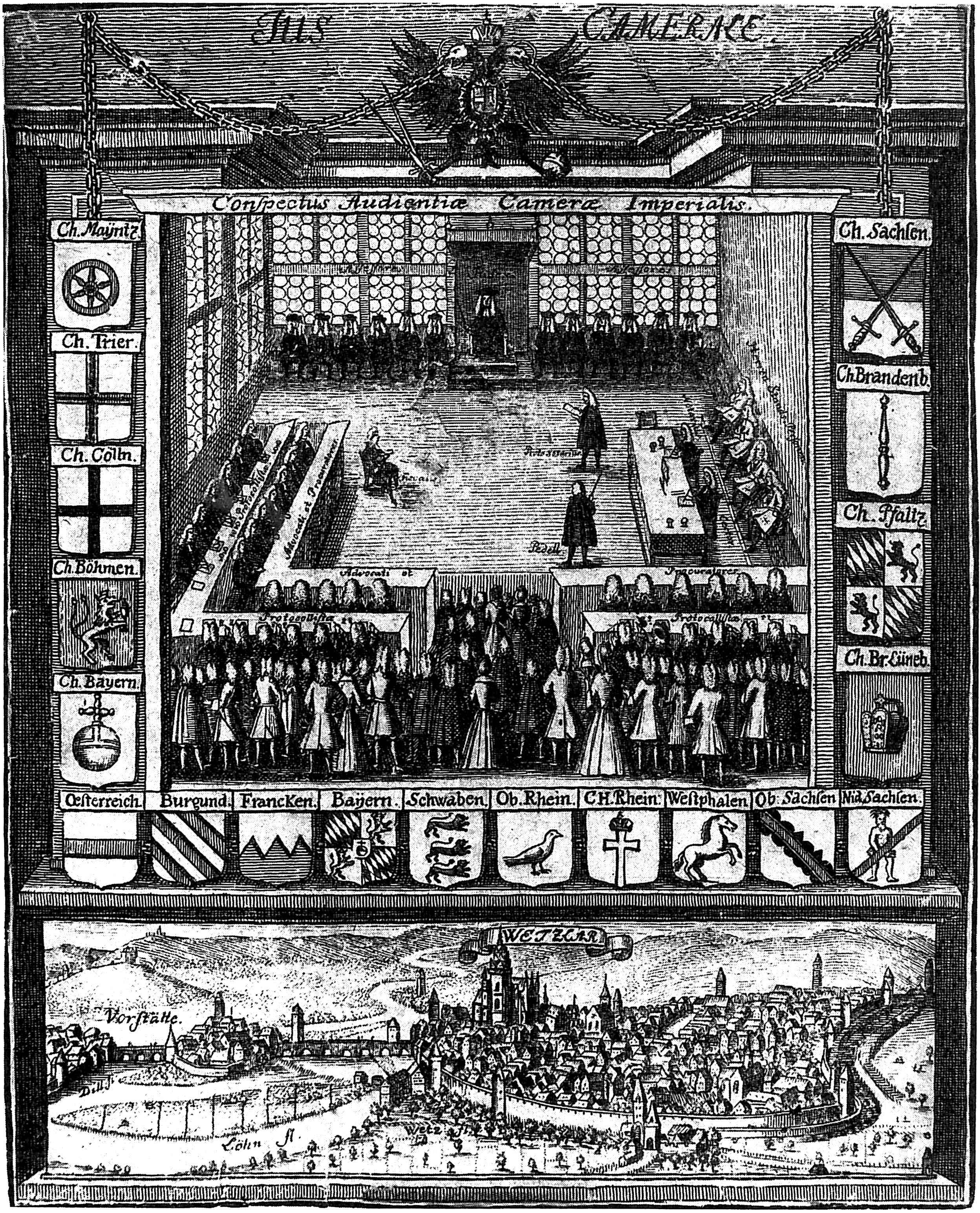
Audienz am Reichskammergericht, Kupferstich, 1750

Lemgo besaß im späten Mittelalter das Recht der Blutgerichtsbarkeit, das von den beiden im Jahresrhythmus wechselnden Räten ausgeübt wurde. Die aus ihren Mitgliedern gewählten Hexendeputierten führten die Voruntersuchungen aus. Den Vorsitz des Peinlichen Gerichts hatte immer einer von vier Bürgermeistern. Im Lemgo dieser Zeit gab es jeweils vier Bürgermeister, die jedes Jahr paarweise wechselten, also nur alle zwei Jahre im Amt waren. Nur einer von beiden war für die Hexenprozesse verantwortlich.
- Johan Stute war Bürgermeister von 1625 bis 1635 während der dritten Phase der Hexenverfolgungen in Lemgo und an mindestens 23 Hexenprozessen maßgeblich beteiligt. Insgesamt wurden in dieser Zeit mindestens 110 Personen der Hexerei beschuldigt und mit Sicherheit 84 von ihnen hingerichtet. Als Ankläger fungierte Johannes Berner, der als Stadtsekretär mehr als 50 Jahre an vielen Hexenprozessen eine wichtige Rolle spielte, während die Bürgermeister wechselten.[4]
- Heinrich Kerkmann war Bürgermeister von 1626 bis 1666 und in seiner Amtszeit wurden Andreas Koch, Anna Veltmans und Johann Abschlag angeklagt, verurteilt und hingerichtet. Kerkmann versuchte, die städtische Hexenjustiz zu perfektionieren und die Hinrichtungskosten zu senken, indem er auf die kostspielige Verbrennungsstrafe verzichtete und die Verurteilten überwiegend enthaupten ließ. Gemeinsam mit seinem langjährigen Studienfreund Johannes Berner war er maßgeblich an der intensiven Prozesswelle von 1653 bis 1656 beteiligt. Gegen seine autoritäre Führung gab es zeitweise heftigen Widerstand aus der Bürgerschaft, doch er konnte sich bis zu seinem Tod behaupten.[12]
- Der Nachfolger Kerkmanns war Hermann Cothmann, der noch zu seinen Lebzeiten den Beinamen Hexenbürgermeister bekam. Cothmann war von 1667 bis 1683 Bürgermeister und in seiner Amtszeit gab es annähernd 100 Todesurteile und Hinrichtungen. Cothmann wurde 1666 zum Direktor des Peinlichen Gerichts ernannt und erwarb sich schnell das Vertrauen Kerkmanns. Bürgermeister Cothmann benutzte den Hexenwahn der Bevölkerung, um seine persönlichen Machtinteressen durchzusetzen und seine Gegner auszuschalten. Er selbst war offenbar frei von Aberglauben und benutzte die Ängste anderer, um sich am Eigentum der Stadt und seiner Bürger zu bereichern. Wie sein Vorgänger Kerkmann besaß auch Cothmann das Vertrauen des Landesherrn Simon Heinrich und Beschwerden Lemgoer Bürger beim Landesherrn waren erfolglos. In Cothmanns Amtszeit fiel der letzte Hexenprozess gegen Maria Rampendahl, die mit dem Leben davonkam. In seinem Wohnhaus in Lemgo, dem Hexenbürgermeisterhaus, befindet sich heute ein Museum.[13]

## Der Scharfrichter
David Clauss der Ältere war, wie schon seine Vorfahren, lippischer Scharfrichter. In seine lange Dienstzeit von fast fünfzig Jahren fielen nicht nur die letzte Prozesswelle ab 1653, sondern auch ein Großteil der in der Grafschaft Lippe geführten Gerichtsverfahren. Er genoss ein hohes Ansehen in der Stadt und ihm trug kaum jemand seine Tätigkeit als Strafvollstrecker nach, nicht einmal die Angehörigen der Hingerichteten. Soziale Ausgrenzung erfuhren lediglich seine Hilfskräfte, die Henkersknechte, die als Abdecker arbeiteten. Seine Familie, Ehefrau Agnesa Böcker und acht Kinder, waren in die Nachbarschaft integriert, was gegenseitige Hilfe bei Geburt, Taufe, Heirat, Krankheit und Tod bedeutete. Aus nachbarschaftlichen Beziehungen entsprangen jedoch auch die meisten Verleumdungen und üblen Nachreden über Hexerei und Zauberei, die vor der Tür des Scharfrichters nicht Halt machten. So wurden seine Familienangehörigen Opfer von Schadenzauber und seine Frau als Hexe beschuldigt, was aber ohne Folgen blieb. Nach 1665 gab es zunehmend Kritik aus der Lemgoer Führungsschicht an der selbstherrlichen Justiz des Bürgermeisters und seiner Hexendeputierten. David Clauss gehörte offenbar ebenfalls zu den Kritikern und fiel spätestens 1673 bei der Lemgoer Obrigkeit in Ungnade. Gegen ihn wurde allerdings keine Anklage erhoben und er starb 1696 eines natürlichen Todes. Sein Haus in der Papenstraße 48 existiert noch heute. Seine Nachkommen lebten dort 300 Jahre lang.

## Lokale Geschichtskultur

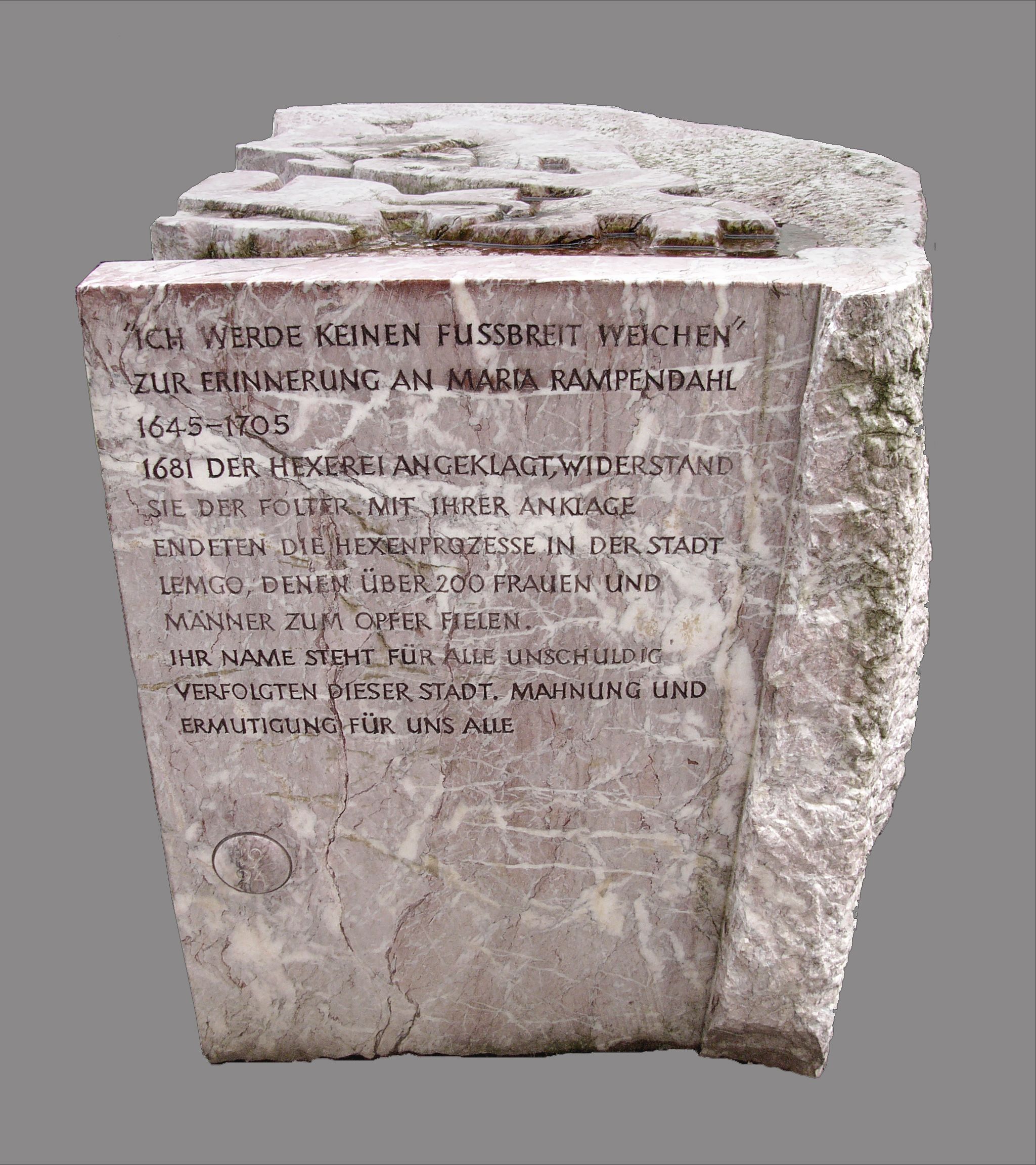
Denkmal für Maria Rampendahl an der Kirche St. Nicolai

Aus dem 19. Jahrhundert stammt der Beiname Hexennest für Lemgo, mit dem gleichzeitig die Folklorisierung des Hexenthemas begann. In der zweiten Hälfte dieses Jahrhunderts wurden Details aus einigen Lemgoer Hexenprozessen von den Gymnasiallehrern Heinrich Clemen und August Schacht aus Lemgo sowie Otto Weerth aus Detmold veröffentlicht. Zu Beginn des 20. Jahrhunderts entwickelte sich die Erinnerung an die Zeit der Hexenverfolgung zum festen Bestandteil der Heimatforschung und damit zur lokalen Geschichtskultur. Hier ist in erster Linie der Gymnasiallehrer und Heimatforscher Karl Meier (1882–1969) zu nennen, von dem zahlreiche Publikationen über dieses Thema stammen. Karl Meier war Autor von Theaterstücken über die Hexenverfolgung im Stil eines Historiendramas. Darüber hinaus verfasste er mehrere Bücher, Aufsätze und Zeichnungen, die das Bild der Lemgoer Hexenprozesse über lange Jahre prägten. Er war zugleich Gründer und Vorsitzender des Vereins „Alt Lemgo“, der sich die Erhaltung der historischen Bausubstanz Lemgos zum Ziel setzte.
Während der NS-Zeit wurde dem Hexenthema mit besonderem Interesse begegnet und Mitarbeiter Himmlers kamen nach Lemgo und Detmold, um dort die alten Prozessakten zu sichten. Der Reichsführer SS Heinrich Himmler hatte eine „nationalsozialistische Religion“ mit der Verehrung germanischer Götter entwickelt, verbunden mit einem Hexenglauben. Er behauptete, die Hexenverfolgungen seien von der Kirche initiiert worden, um das geheime Wissen der „weisen Frauen“ zu vernichten, die allesamt „reinrassige Germaninnen“ gewesen seien. Diese Ansicht führte dazu, dass die Nazis an der Erforschung des frühneuzeitlichen Hexenwesens und der Hexenverfolgung sehr interessiert waren und zu diesem Zweck 1935 eine Hexenkartothek einrichteten. Zur Kulturpolitik der Nazis gehörte auch die Neueinrichtung des Heimatmuseums im Hexenbürgermeisterhaus mit der Installation eines Folterkellers.
Im Zusammenhang mit der neueren Hexenforschung ist die Geschichtswissenschaft auf die Lemgoer Hexenprozesse gestoßen. Es wurden biografische Fallstudien zu einzelnen Prozessopfern erstellt und ebenfalls zum Bürgermeister Hermann Cothmann.
Der folkloristische Umgang mit dem Thema wirkt sich bis in die heutige Zeit aus. Eine Gaststätte nannte sich Hexenklause, ein Automobilclub trägt jährlich einen Hexenslalom aus, der Fanclub des TBV Lemgo heißt Lemgoer Hexen und mit dem Hexenbürgermeisterhaus und dem Folterkeller wird Tourismuswerbung betrieben. Im Jahr 1990 entstand der Arbeitskreis Maria Rampendahl, in dem es um die Errichtung eines Denkmals für die Opfer der Hexenverfolgung ging. Das 1994 errichtete Denkmal heißt Stein des Anstoßes und trägt stellvertretend für alle unschuldig Verfolgten in der Historie Lemgos den Namen Maria Rampendahl. Eine Straße in Lemgo heißt ebenfalls Rampendahl. Zum Gedenken an den hingerichteten Pfarrer Andreas Koch ließ die Evangelisch-lutherische Kirchengemeinde 1999 in der Kirche St. Nicolai eine schwarze Granitplastik anbringen. Sie trägt die Inschrift: Gott wird endlich mein Haupt aufrichten und mich wieder in Ehren setzen.

### Christian Antze
Dem Salzufler Bürgermeister Christian Antze (1775–1845) ist es zu verdanken, dass ein Großteil der Prozessakten heute noch vorhanden sind. In seiner Freizeit beschäftigte er sich unter anderem mit den Hexenprozessen in der Grafschaft Lippe. Jahrelang bearbeitete Antze die lippische Regierung und die Lemgoer Stadtverwaltung: Er führte die bis dahin verwahrlost und sehr verstreut herumliegenden Prozessakten zusammen und archivierte sie. Sein Nachlass wurde dem Lippischen Landesarchiv überstellt.